# ハリファックス伯爵
ハリファックス伯爵（ハリファックスはくしゃく、英語: Earl of Halifax）は、イギリスの伯爵位。
過去に4度創設されており、現存するハリファックス伯爵位は1944年に第3代ハリファックス子爵エドワード・ウッドが連合王国貴族として叙されたことに始まる。

## 歴史

### サヴィル家・モンタギュー家への叙爵
初代ハリファックス子爵ジョージ・サヴィル(1633-1695)が1679年にイングランド貴族として叙されたのが最初の創設である。彼はさらに1682年にハリファックス侯爵に叙されたが、唯一の男子ウィリアム・サヴィル(1665-1700)に男子がなかったため、二代で絶えた。
つづいてホイッグ党幹部（ジャントー）の一人であるチャールズ・モンタギュー(1661-1715)が1700年12月13日にイングランド貴族「ハリファックス男爵」、1714年10月19日にイングランド貴族「ハリファックス伯爵」に叙された。
彼には男子がなかったため、ハリファックス伯爵位は一代で消滅したが、ハリファックス男爵位の方は甥への特別継承権が認められていたため、甥のジョージ(1685-1739)に継承された。ジョージは1715年6月14日にグレートブリテン貴族「ハリファックス伯爵」を新規に与えられている。しかしその子であるジョージ・モンタギュー＝ダンク(1716-1771)が男子を残せなかったため二代で廃絶した。

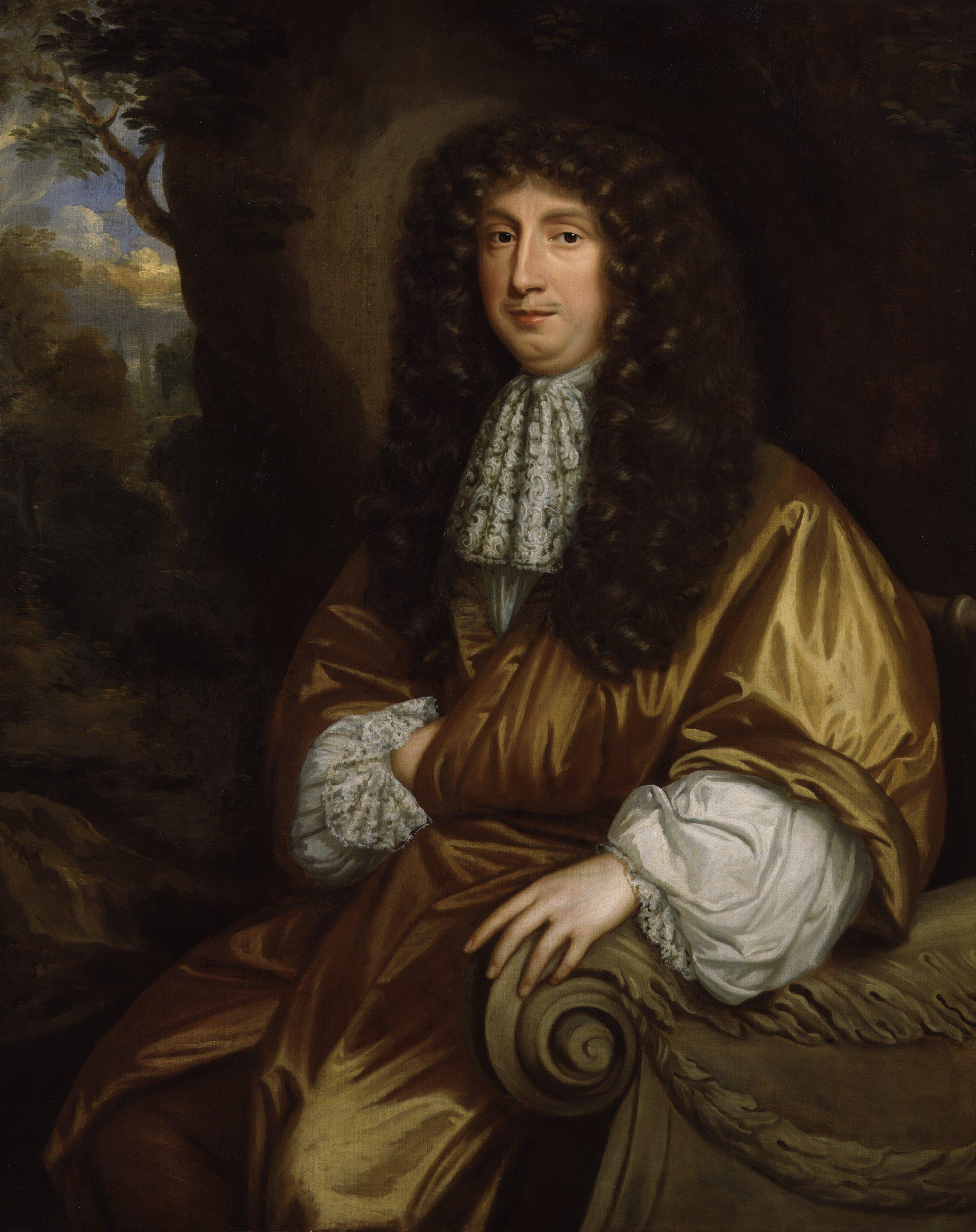
初代ハリファックス侯爵ジョージ・サヴィル(1633-1695)
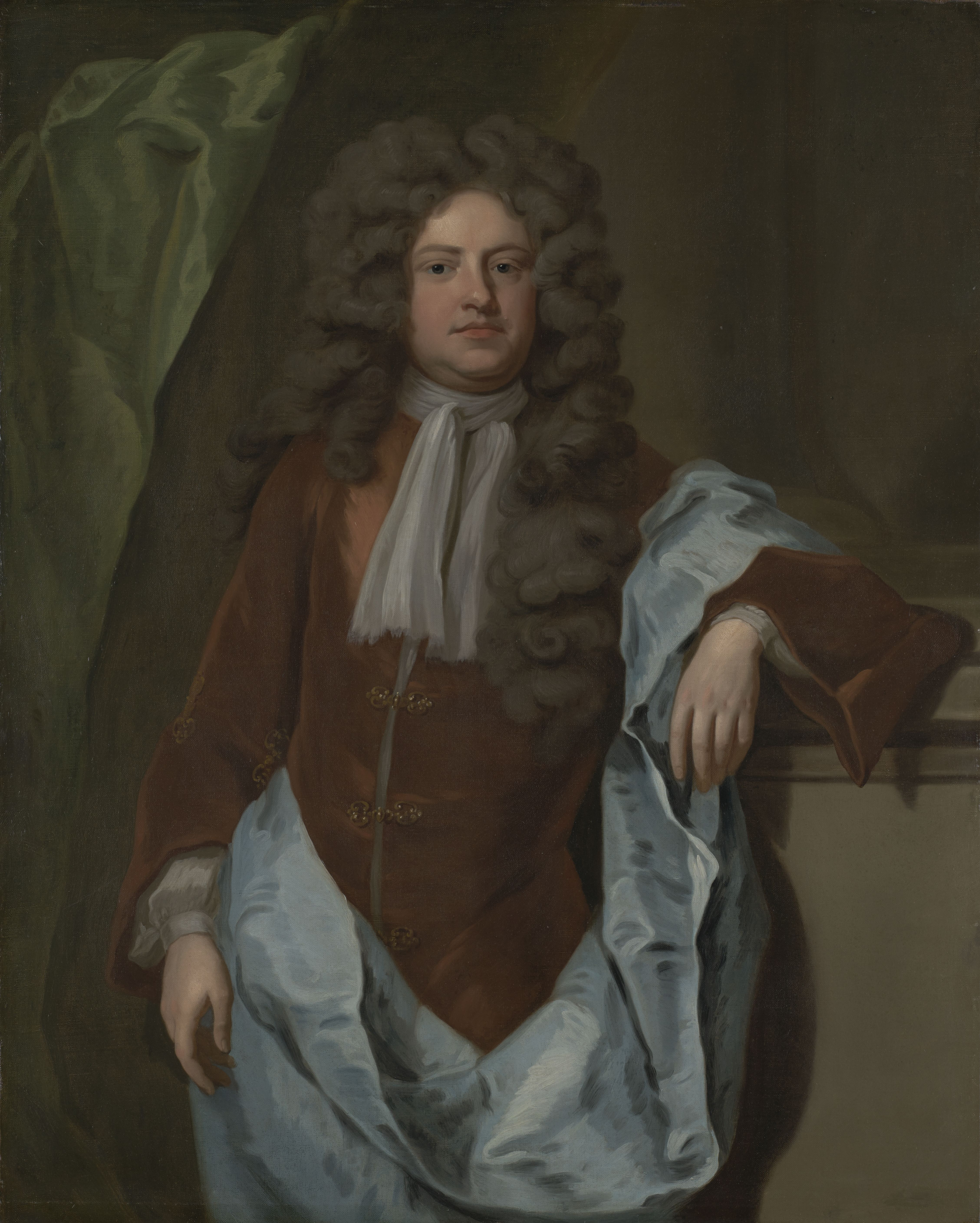
初代ハリファックス伯爵チャールズ・モンタギュー(1661-1715)

### ウッド家
ウッド家の人間で最初に称号を与えられたのは、フランシス・ウッド(1728-1795)である。彼は1784年1月22日にグレートブリテン準男爵「カウンティ・オブ・ヨークにおけるバーンズリーのウッド準男爵（Baronet Wood, of Barnsley, in the County  of York）」に叙された。彼には子供がなかったが、この準男爵位は兄弟への特別継承権を認めていたため、彼の死後、甥のフランシス・リンドリー・ウッド(1771-1846)に継承された。
その子である第3代準男爵サー・チャールズ・ウッド(1800-1885)はホイッグ党政権下で閣僚職を歴任し、1866年2月21日に連合王国貴族「カウンティ・オブ・ヨークシャーのウェスト・リディングにおけるモンク・ブレトンのハリファックス子爵（Viscount Halifax of Monk Bretton, in the West Riding of the County of Yorkshire）」に叙された。
その孫エドワード・フレデリック・リンドリー・ウッド(1881-1959)も襲爵前に保守党政権で大臣職を務め、1925年12月22日に連合王国貴族「カウンティ・オブ・ヨークにおけるカービー・アンダーデールのアーウィン男爵（Baron Irwin, of Kirby Underdale, in the County of York）」に叙された。その後1926年から1931年までインド総督を務め、1934年に父から第3代ハリファックス子爵位を継承。1938年から1940年にかけては外務大臣を務め、1944年7月11日に連合王国貴族「ハリファックス伯爵」に叙せられた。
以来その直系の男系男子によってハリファックス伯爵位は継承されている。2015年現在の当主はその孫にあたる第3代ハリファックス伯爵チャールズ・エドワード・ピーター・ネイル・ウッド(1944–)である。

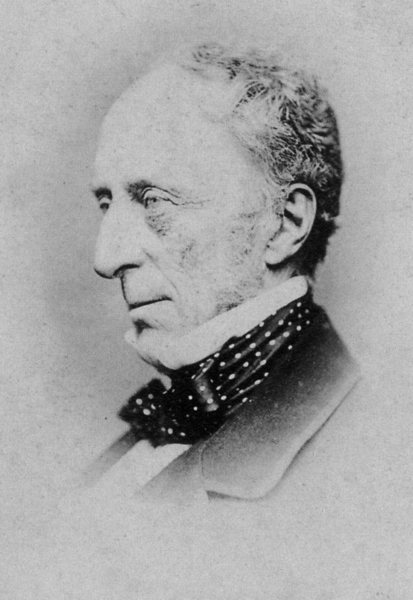
初代ハリファックス子爵チャールズ・ウッド(1800-1885)
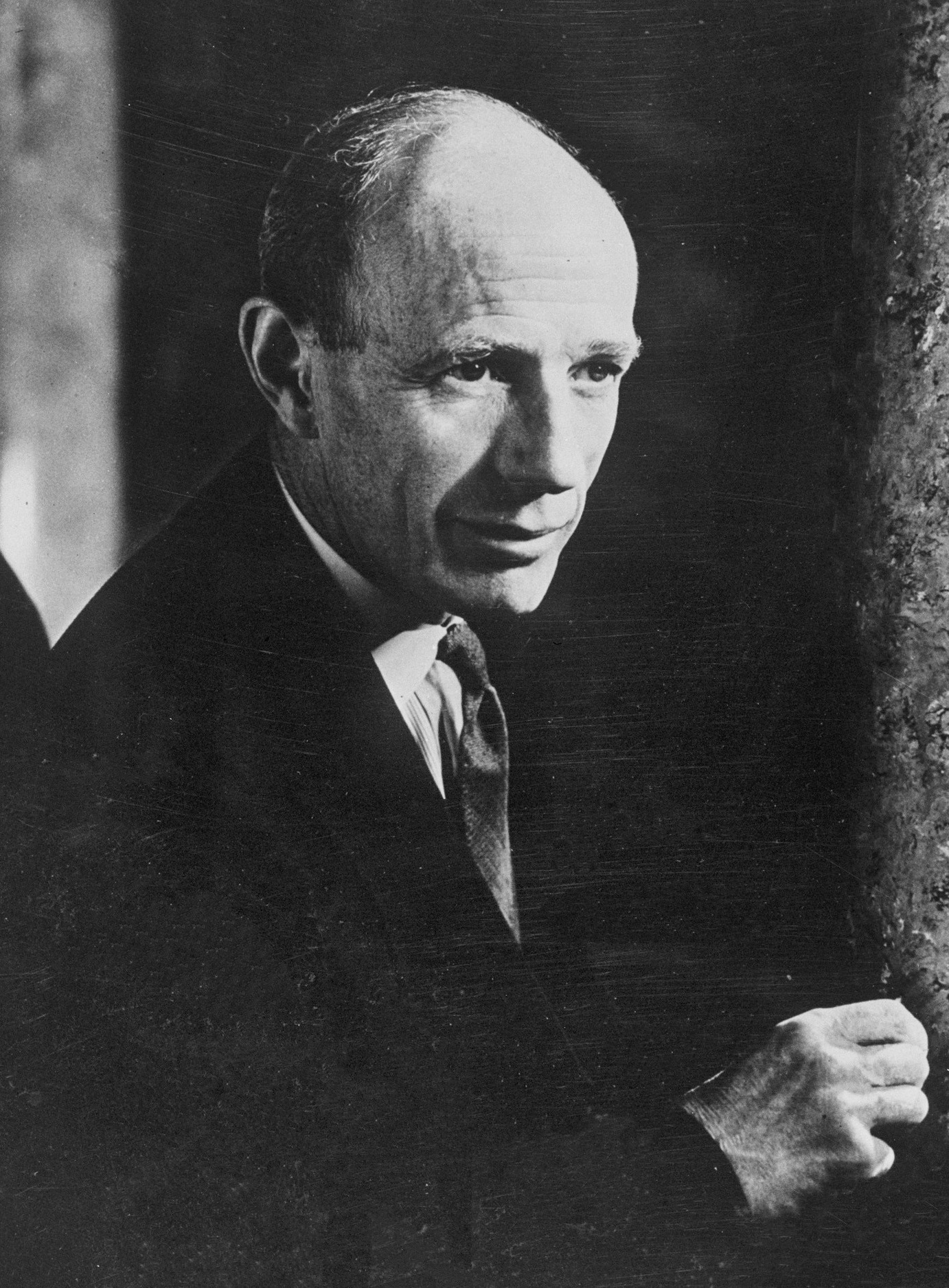
初代ハリファックス伯爵エドワード・ウッド(1881-1959)

## 一覧

### ハリファックス伯 第1期 (1676年)
- 初代ハリファックス伯ジョージ・サヴィル (1633-1695) ※1682年にハリファックス侯爵
- 第2代ハリファックス伯ウィリアム・サヴィル（英語版）(1665-1700)

### ハリファックス男爵 (1701年)
- 初代ハリファックス男爵チャールズ・モンタギュー(1661-1715) ※1714年にハリファックス伯

### ハリファックス伯 第2期 (1714年)
- 初代ハリファックス伯チャールズ・モンタギュー(1661-1715)

### ハリファックス男爵 (1701年)
- 第2代ハリファックス男爵ジョージ・モンタギュー(1685-1739)　※1715年にハリファックス伯

### ハリファックス伯 第3期(1715年)
- 初代ハリファックス伯ジョージ・モンタギュー(1685-1739)
- 第2代ハリファックス伯ジョージ・モンタギュー＝ダンク(1716-1771)

### バーンズリーのウッド準男爵 (1784年)
- 初代準男爵サー・フランシス・ウッド(1728-1795)
- 第2代準男爵サー・フランシス・リンドリー・ウッド(1771-1846)
- 第3代準男爵チャールズ・ウッド(1800-1885)  ※1866年にハリファックス子爵

### ハリファックス子爵 (1866年)
- 初代ハリファックス子爵チャールズ・ウッド(1800-1885)
- 第2代ハリファックス子爵チャールズ・リンドリー・ウッド（英語版）(1839-1934)
- 第3代ハリファックス子爵エドワード・フレデリック・リンドリー・ウッド(1881-1959) ※1944年にハリファックス伯

### ハリファックス伯 第4期(1944年)
- 初代ハリファックス伯エドワード・フレデリック・リンドリー・ウッド(1881-1959)
- 第2代ハリファックス伯チャールズ・イングラム・コートネイ・ウッド（英語版）(1912–1980)
- 第3代ハリファックス伯チャールズ・エドワード・ピーター・ネイル・ウッド（英語版）(1944–)
  - 爵位の推定相続人はアーウィン男爵(儀礼称号)ジェイムズ・チャールズ・ウッド。